# José Ibáñez Marín
José Ibáñez Marín (Enguera, 8 de març de 1868 - Melilla, 23 de juliol de 1909) fou un militar, escriptor i historiador valencià. Va començar la seua carrera com a alferes a l'Acadèmia d'Infanteria i posteriorment va treballar en diversos regiments i posicions dins de l'exèrcit. Paral·lelament, va destacar com a escriptor i va dirigir la "Revista Técnica de Infantería y Caballería", que es va convertir en una plataforma destacada per a la seua producció literària. Va ser comissionat per investigar l'organització militar en països europeus i va participar en les insurreccions a Cuba i Melilla. Va ascendir a capità i va enfrontar-se als insurrectes a Cuba. Quan va tornar de Cuba, com patia una malaltia del Carib se'l va destinar a un destí d'oficines i es va poder concentrar en la seua producció literària.

## Mort a Melilla
Va arribar a Melilla amb el Batalló de Caçadors de Figueres a l'alba del dia 23 de juliol de 1909. Els soldats del batalló portaven 3 nits de viatge i molts estaven marejats del trajecte en barco des de Màlaga. Quan van xafar Melilla, el general Marina va ordenar al tinent coronel Ibáñez Marín que marxara amb seu batalló cap al front, a prop de Beni Ensar. En iniciar-se el replegament de l'exèrcit espanyol, la Segona companyia de Figueres queda endarrerida. Es creu que va ser perquè els soldats estaven menjant ja que portaven sense fer-ho des d'abans d'embarcar a Màlaga. El desconeixement del terreny i el cansament dels soldats va fer que no s'adonaren que, per una barranc proper, els rifenys s'estaven internant a les línies espanyoles arribant a posicionar-se a l'esquena. Envoltats per l'enemic i aïllats de la resta de les unitats espanyoles, els caçadors de Figueres es van retirar desordenadament quan els rifenys van iniciar l'atac a la seua posició. En la seua precipitada retirada, els soldats abandonaren els morts i part dels seus equips i proveïments que van caure en mans dels rifenys. José Ibáñez Marín va morir allà junt amb 10 soldats i un oficial. El seu cos fou rescatat al dia següent i va ser soterrat al panteó del herois a Melilla. Quatre dies més tard de la seua mort va tindre lloc la derrota militar espanyola coneguda com a desastre del Barranco del Lobo.
La seua mort va causar gran conmoció en la societat de l'època, especialment en la vila d'Enguera.
Té dedicat un carrer a Melilla i una plaça amb el seu bust a Enguera.

## Producció literària
La seua producció literària va ser prolífica i es detalla a continuació per anys.
1888
- La plaza de Gibraltar

1891
- Ruiz Mendoza, héroe de la independencia nacional

1893
- El emperador Guillermo II
- Recuerdos de Toledo

1895
- El Teniente General D. Federico Esponda y Morell
- Héroes de la manigua

1899
- La educación militar
- Capitulación de Santiago de Cuba

1900
- Cartilla militar y patriótica
- Bibliografía de la Guerra de la Independencia
- Estudios militares y políticos
- Violación supuesta
- La guerra en el África del Sur, 1899-1900, y sus antecedentes históricos

1902
- Lusitania y su primer coronel
- Columna volante

1903
- Lusitania
- Los cadetes
- El peligro marítimo en España

1904
- La unidad de doctrina en el Ejército

1905
- Don Quijote y las armas

1906
- Campaña de Prusia en 1806
- Monumento al general Martínez Campos

1909
- El Mariscal Soult en Portugal (campaña de 1809)
- Educadores de nuestro Ejército